# Gallieniellidae
Famille
Les Gallieniellidae sont une famille d'araignées aranéomorphes.

## Distribution

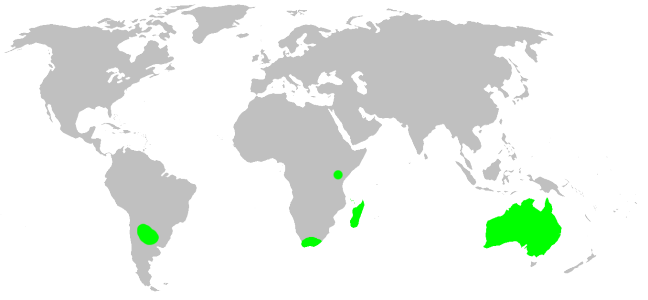
Distribution

Les espèces de cette famille se rencontrent en Afrique australe, en Afrique de l'Est et en Argentine.

## Paléontologie
Cette famille n'est pas connue à l'état fossile.

## Liste des genres
Selon World Spider Catalog (version 23.0, 25/01/2022) :
- Austrachelas Lawrence, 1938
- Drassodella Hewitt, 1916
- Galianoella Goloboff, 2000
- Gallieniella Millot, 1947
- Legendrena Platnick, 1984

## Systématique et taxinomie
Cette famille a été décrite par Millot en 1947. Les genres australiens ont été placés dans les Trachycosmidae par Azevedo, Bougie, Carboni, Hedin et Ramírez en 2022.
Cette famille rassemble 41 espèces dans cinq genres.

## Publication originale
- Millot, 1947 : « Une araignée malgache énigmatique, Gallieniella mygaloides n. g., n. sp. » Bulletin du Muséum national d'Histoire naturelle, sér. 2, vol. 19, p. 158-160 (texte intégral).